# Fred Lohse
Fred Lohse (født 9. april 1908 i Leipzig, Tyskland - død 19. januar 1987) var en tysk komponist, professor og lærer.
Lohse studered komposition på Musikkonservatoriet i Leipzig hos Hermann Grabner. Han har skrevet 4 symfonier, orkesterværker, kammermusik og vokalmusik. Han var professor og lærer i komposition på Universitetet i Leipzig.
Lohse modtog  Kunstpreis der DDR (1978). Han komponerede i en moderne klassisk stil.

## Udvalgte værker
- Symfoni nr. 1 (1955) - for orkester
- Symfoni nr. 2 (1961-1962) - for orkester
- Symfoni nr. 3 (1984-1985) - for orkester
- Rondo giocoso (Ungdoms Symfoni) (1979) - for orkester